# غاري مور (لاعب كرة قدم بريطاني)
غاري مور (بالإنجليزية: Gary Moore)‏ (4 نوفمبر 1945 في المملكة المتحدة - ) هو لاعب كرة قدم بريطاني في مركز الهجوم. لعب مع سوانزي سيتي وغريمسبي تاون وكولتشستر يونايتد ونادي ساوثيند يونايتد ونادي سندرلاند ونادي تشستر سيتي.

## وصلات خارجية
- غاري مور على موقع قاعدة بيانات كرة القدم.إي يو (الإنجليزية)